# Vevé
Vevé, właśc. Everaldo Paes de Lima (ur. 14 marca 1918 w Belém, zm. 27 lipca 1964 w Rio de Janeiro) – piłkarz brazylijski, występujący podczas kariery na pozycji napastnika.

## Kariera klubowa
Karierę piłkarską Vevé zaczął w klubie Clube do Remo w 1939 roku. W tym samym roku przeszedł do Galícii EC. Z Galícią zdobył mistrzostwo stanu Bahia – Campeonato Baiano w 1941 roku. W tym samym roku przeszedł do CR Flamengo, w którym grał do zakończenia kariery w 1949 roku. Podczas tego okresu Vevé wygrał z Flamengo trzykrotnie mistrzostwo stanu Rio de Janeiro – Campeonato Carioca w: 1942, 1943 i 1944 roku.

## Kariera reprezentacyjna
W reprezentacji Brazylii Vevé zadebiutował 21 stycznia 1945 w meczu z reprezentacją Kolumbii podczas Copa América 1945 na którym Brazylia zajęła drugie miejsce. Był to jego jedyny mecz w reprezentacji.